# Шамиров, Виктор Валерьевич
Ви́ктор Вале́рьевич Шами́ров (род. 24 мая 1966, Ростов-на-Дону) — российский режиссёр театра и кино, сценарист, актёр, продюсер.

## Биография
После окончания школы проходил службу в рядах Советской армии, после чего поступил на механико-математический факультет в Ростовский государственный университет, где стал играть в студенческом театре. На третьем курсе Шамиров бросил учёбу и несколько лет работал грузчиком, лаборантом и разнорабочим в театре.
Позже стал актёром театра-студии «Эпос». Успех на подмостках вселил в молодого человека уверенность в собственных силах, и в 26 лет он поступил в ГИТИС.
В 1996 году окончил режиссёрский факультет ГИТИС (мастерская Марка Захарова).
Дебютом в Москве для Шамирова стала роль Треплева в «Чайке» на сцене «Школы современной пьесы». Постановщик пьесы Райхельгауз специально подбирал режиссёра по профессии, который смог бы «создать» в ходе развития действия собственную пьесу.
Первая актёрская работа Шамирова на большом экране — роль Лавицкого в известном фильме «1612». Позже вышли ещё две ленты с его участием: «Чудо» и «Упражнения в прекрасном». В последней Шамиров выступил также в качестве сценариста и режиссёра.
Сценарии, написанные Шамировым, легли в основу многих популярных сериалов и фильмов: «Антикиллер 2: Антитеррор», «Дикари», «Со мною вот что происходит», «Чай, кофе, потанцуем…» и других.

## Творчество

### Режиссёрские работы в театре

#### Театр «Ателье»(«Независимый театральный проект»)
- 1999 — «Примадонна»[4] («Мастер-класс Марии Каллас») драма и опера на одной сцене, по пьесе американского автора T. Макнелли
- 2002 — «Трактирщица»[5][6] по пьесе К. Гольдони
- 2002 — «Ladies' night. Только для женщин»[7] по пьесе Энтони Маккартена, Стефана Синклера и Жака Коллара
- 2003 — «Белоснежка и другие»[8]
- 2005 — «Госпиталь „Мулен Руж“»[9] Дани Лоран
- 2007 — «Игра в правду»[10] Филипп Лелюш
- 2009 — «Папаши»[11] по пьесе Давид Декка
- 2017 — «Трактирщица»[5][12] по пьесе К. Гольдони

#### Другие театры
- 1996 — Дон Жуан (А. Толстой)
- 1997 — Не все коту масленица (А. Островский) (Театр-студия «Человек»).
- 1998 — Ничего особенного (А. Ветхов).
- 1998 — Затерянные в раю (Н. Русецки) (Театр «Школа современной пьесы»).
- 1999 — Дачный роман (М. Масин) (Антреприза А. Каминского).
- 2000 — Зима (Е. Гришковец) (ПЦ «Аметист»).
- 2000 — Сирано де Бержерак (Э. Ростан) (Иркутский драматический театр имени Н. Охлопкова).
- 2001 — Маскарад (М. Лермонтов) (Московский драматический театр имени К. Станиславского).
- 2003 — Сирано. Сцены из Ростана («Hertruda&Sisters»).
- 2004 — Бог (Вуди Аллен) (Театр имени Моссовета).
- 2007 — Обрученные (Театр им. Моссовета).
- 2010 — «Торговцы резиной», по пьесе Ханоха Левина (Арт-Партнер XXI)

### Фильмография

#### Режиссёр
- 2004 — «Чай, кофе, потанцуем?»
- 2006 — «Дикари»
- 2011 — «Упражнения в прекрасном»
- 2012 — «Со мною вот что происходит»
- 2013 — «Игра в правду»
- 2014 — «Творцы»
- 2018 — «Вне игры» (совместно с Дарьей Балиновой и Русланом Хачмамуком)
- 2020 — «Непосредственно Каха»[13][14]
- 2021 — «Большая секунда»
- 2022 — «Меньшее зло»[15]
- 2023 — «Непосредственно Каха. Другой фильм»[16]

#### Сценарист
- 2006 — «Дикари»
- 2011 — «Упражнения в прекрасном»
- 2012 — «Со мною вот что происходит»
- 2012 — «Местные новости»
- 2013 — «Игра в правду»
- 2018 — «Вне игры»
- 2021 — «Большая секунда»
- 2022 — «Меньшее зло» (совместно с Ольгой Мотиной-Супоневой)[15]
- 2023 — «Непосредственно Каха. Другой фильм» (совместно с Артёмом Калайджяном)

#### Актёр
- 2007 — «1612: Хроники Смутного времени» — иезуит Лавицкий, нунций
- 2009 — «Чудо» — отец Андрей, священник
- 2011 — «Упражнения в прекрасном» — Альберт Свенцицкий
- 2012 — «Со мною вот что происходит» — Валентин, старший брат Артёма
- 2019 — «Вторжение» — профессор
- 2021 — «Большая секунда» — Константин Миронов, сценарист

#### Продюсер
- 2012 — «Со мною вот что происходит»
- 2012 — «Местные новости»

#### Монтажёр
- 2018 — «Вне игры»